# Ferrari SP275 RW Competizione
Ferrari SP275 RW Competizione – samochód sportowy klasy wyższej typu one-off wyprodukowany pod włoską marką Ferrari w 2016 roku.

## Historia i opis modelu
Z końcem 2016 roku Ferrari przedstawiło kolejny model zbudowany w ramach intensywnie rozwijanej linii limitowanych samochodów Special Products budowanych na indywidualne zamówienie. Ponownie jako bazę do zbudowania takiej konstrukcji wykorzystana zostało sportowo-luksusowa F12berlinetta, z którym SP275 RW Competizione podzieliło podzespoły techniczne i wybrane elementy nadwozia.
Pod kątem wizualnym Ferrari SP275 RW Competizione zyskało obszernie przeprojektowane nadwozie ze smukłymi liniami nadwozia, zaokrągloną atrapę chłodnicy, a także licznie rozmieszczone po karoserii położone pod kątem wloty powietrza. Za inspirację i główny punkt odniesienia posłużył tutaj klasyczny model 275 GTB z 1964 roku.
Pod kątem technicznym SP275 RW Competizione zapożyczyło wzmocnioną, 770-konną jednostkę napędową od wyczynowej odmiany F12berlinetta, F12tdf. Wolnossący silnik benzynowy typu V12 o pojemności 6,3 litra umożliwia osiągnięcie 100 km/h w 2,9 sekundy, z kolei prędkość maksymalna wynosi 340 km/h. Jednostka przenosi moc na tylną oś i połączona została z dwusprzegłową, 7-stopniową automatyczną skrzynią biegów.

### Sprzedaż
Ferrari SP275 RW Competizione, zgodnie z założeniami zainaugorowanej w 2008 roku serii Special Products, zbudowany został w jednej sztuce na specjalne zamówienie klienta indywidualnego. Został nim zamożny stomatolog z amerykańskiego stanu Floryda, Rick Workman, którego pomysł na unikatowy model powstał z zamiłowania do pierwowzoru dla jego stylizacji - klasycznego 275 GTB. Cena samochodu nie została ujawniona.

### Silnik
- V12 6.3l 769 KM